# Harpedona
Harpedona is een geslacht van wantsen uit de familie van de Miridae (Blindwantsen). Het geslacht werd voor het eerst wetenschappelijk beschreven door Distant in 1904.

## Soorten
Het genus bevat de volgende soorten:

- Harpedona cuneale (Poppius, 1915)
- Harpedona fulvigenis (Poppius, 1915)
- Harpedona gressitti Stonedahl, 1988
- Harpedona laensis Stonedahl, 1988
- Harpedona maai Stonedahl, 1988
- Harpedona marginata Distant, 1904
- Harpedona plana (Poppius, 1912)
- Harpedona sanguinipes Distant, 1909
- Harpedona tenompokensis Stonedahl, 1988
- Harpedona unicolor (Poppius, 1914)
- Harpedona verticicolor Carvalho, 1981
- Harpedona verticolor Carvalho, 1981
- Harpedona vittlaensis Yeshwanth & Konstantinov, 2021
- Harpedona wau Stonedahl, 1988